# مجلس القيادة الرئاسي
مجلس القيادة الرئاسي، هو مجلس تنفيذي أعلى يمني، شكله الرئيس اليمني السابق عبد ربه منصور هادي بقرار جمهوري بتاريخ 7 أبريل 2022، ليكون جزءًا من الحل السياسي الشامل للحرب الأهلية اليمنية، حيث تنازل بموجب القرار عن كامل صلاحياته الرئاسية وصلاحيات نائب الرئيس لصالح المجلس، الذي شكل برئاسة رشاد محمد العليمي وعضوية 7 أعضاء بدرجة نائب رئيس. سيقوم المجلس بمهام «إدارة اليمن سياسيًا وعسكريًا وأمنيًا طوال المرحلة الانتقالية».

## الأعضاء
- الرئيس
  - رشاد محمد العليمي
- نواب الرئيس
  - سلطان علي العرادة
  - طارق محمد صالح
  - عبد الرحمن المحرمي
  - عبد الله العليمي باوزير
  - عثمان حسين مجلي
  - عيدروس قاسم الزبيدي
  - فرج سالمين البحسني

## هيئة التشاور والمصالحة
نصت المادة الثانية من قرار تشكيل مجلس القيادة على إنشاء هيئة تشاور ومصالحة مكونة من خمسين عضوًا، ويمكن لرئيس مجلس القيادة توسيعها إلى مئة عضو، تنتخب الهيئة رئاستها التنفيذية المكونة من رئيس وأربعة نواب من أعضائها، وتعمل الهيئة على ما يلي:
1. مساندة المجلس وعلى توحيد وجمع القوى الوطنية وتهيئة الظروف المناسبة لوقف القتال والصراعات، والتوصل لسلام يحقق الأمن والاستقرار في كافة أنحاء البلاد.
2. توحيد رؤى وأهداف القوى والمكونات الوطنية المختلفة، بما يساهم في استعادة مؤسسات الدولة، وترسيخ انتماء اليمن إلى حاضنته العربية.

### أعضاء الهيئة
1. إبراهيم الشامي
2. أحمد القميري
3. أحمد صالح العيسي
4. أكرم نصيب القاضي
5. ألفت الدبعي
6. أنيس الشرفي
7. بلقيس أبو أصبع
8. جميلة علي رجاء
9. حسين العجي العواضي
10. حسين منصور
11. حميد الأحمر
12. رشا جرهم
13. رنا غانم
14. زيد الشامي
15. سالم ثابت العولقي
16. سلطان العتواني
17. صخر الوجيه
18. عبد الرحمن السقاف
19. عبد الرحمن شيخ
20. عبد الرزاق الهجري
21. عبدالله الكثيري
22. عبد الله النعماني
23. عبد الله نعمان القدسي
24. عبد الملك المخلافي
25. عبد الناصر محمد الخطري
26. عبد الوهاب معوضة
27. عبد الواحد القبلي نمران
28. عدنان الكاف
29. علي العشال
30. علي الكثيري
31. عبد الخالق بشر
32. علي منصر محمد مقبل
33. فضل الجعدي
34. فهد دهشوش
35. فهد كفاين
36. قاسم الكسادي
37. مبخوت بن ماضي
38. محسن باصرة
39. محمد أحمد المخلافي
40. محمد أحمد الزويدي
41. محمد الغيثي
42. محمد بن عديو
43. محمد صالح القباطي
44. محمد علي الشدادي
45. محمد ناجي الشايف
46. مراد الحالمي
47. مصطفى النعمان
48. ناصر الخبجي
49. نايف البكري
50. نصر طه مصطفى

## الفريق القانوني
نص قرار إنشاء مجلس القيادة على تشكيل فريق قانوني لصياغة مسودة القواعد المنظمة لأعمال مجلس القيادة الرئاسي وهيئة التشاور والمصالحة والفريق القانوني والفريق الاقتصادي المشكلين بموجب هذا الإعلان، برئاسة إسماعيل أحمد الوزير وعضوية كل من:
1. أحمد زبين عطية
2. أحمد عرمان
3. غالب عبد الكافي القرشي
4. حمود عبد الحميد الهتار
5. عباس محمد محمد زيد
6. محمد صالح علي
7. محمد موسى العامري
8. نبيلة محمد الحكيمي
9. نهال العولقي

## الفريق الاقتصادي
يترأس الفريق الاقتصادي حسام الشرجبي ويتكون من 14 عضوًا.
مهام الفريق الاقتصادي:
1. دعم الإصلاحات الحكومية وتقديم النصح والمشورة للحكومة والبنك المركزي فيما يخص الإصلاحات العاجلة في المجالات الاقتصادية والتنموية والمالية والنقدية
2. العمل على تعزيز الفعالية والشفافية والنزاهة في الأجهزة الحكومية
3. دراسة التحديات الاقتصادية والعمل على إرساء أسس التنمية المستدامة ورسم الخطط اللازمة للتنمية الاقتصادية وطرح الحلول التحفيزية للنمو الاقتصادي
4. العمل على زيادة إيرادات الدولة ورفع كفاءة التحصيل
5. تنويع القاعدة الاقتصادية
6. تقدير رأيه ودراساته لمجلس القيادة الرئاسي في شأن الموضوعات الاقتصادية والمالية العامة للدولة.

### الأعضاء
1. جلال يعقوب
2. جيهان عبد الغفار
3. رأفت الأكحلي
4. سعد صبرة
5. شوقي هايل سعيد
6. علاء قاسم
7. عثمان الحدي
8. علي الحبشي
9. عمر العاقل
10. فارس الجعدبي
11. محمد همام
12. محمد شهاب
13. نجاة جمعان أمين

## انتهاء أعمال المجلس
نصت المادة الثامنة من قرار الرئيس هادي على:

## ردود الفعل
- رحبت السعودية بقرار الرئيس اليمني نقل السلطة إلى مجلس القيادة الرئاسي الجديد وقررت تقديم دعم عاجل للاقتصاد اليمني بمبلغ 3 مليارات دولار تتضمن ملياري دولار مناصفة بينها وبين الإمارات دعما للبنك المركزي اليمني. وستقدم أيضا 300 مليون دولار لدعم استجابة الأمم المتحدة للأزمة الإنسانية في اليمن.[2]